# Mellowman
 (septembre 2018).
Mellowman est un groupe français hip-hop actif pendant les années 1990, composé de Patrick Lisée alias LeeRicks (rappeur) et Jean-Luc Crimée alias DJ Cool (DJ/producteur).
Le groupe a obtenu un succès modéré en 1995 avec son premier single Gardez l'écoute (no 46) puis un plus grand succès avec son deuxième en France La Voie du Mellow (no 13 en France et de 16 semaines dans le top 50, no 17, en Wallonie). 
À l'été 1997, ils s'envolent à Los Angeles et invitent la rappeuse américaine Mc LYte pour un featuring sur un sample de Marvin Gaye : Sexual Healing. Un succès auprès des fans qui confortera leur image d'artistes urbains reconnus jusqu'aux USA.
En 1998, DJ Cool meurt à 30 ans dans un accident de voiture. Le rappeur Ménélik lui rend hommage dans son clip Bye Bye avec un message à la fin de la vidéo : « à la mémoire de Jean-Luc Crimée (Dj Cool) ». Leericks lui rendra à son tour hommage dans le clip Respire (« À Jean-Luc, tu nous manques »).
LeeRicks a enregistré un duo avec SKO en 1999, intitulé Un Autre Jour, Face B du single Just Another Day. Forte rotation sur NRJ avec plus de 150 000 exemplaires vendus. 
Aujourd'hui LeeRicks est devenu Melo qui reste le diminutif phonétique de Mellowman en hommage à son ami disparu ce pseudonyme a été choisi naturellement par les fans qui n'ont pas oublié le duo Mellowman et bien entendu Jean-Luc Crimée DJ COOL.

## Discographie
| La Voie du Mellow (1995) 1. Ainsi Soit Cool 2. Pyromellow 3. Le Temps De Vivre 4. Funky Chaperon Rouge 5. La Voie Du Mellow 6. Did Et Dom 7. Gardez L'Écoute 8. Ainsi Soit Cool (Cool Bis) 9. Check-List 10. Mésaventures 11. Salsa 12. Mic Mac 13. Ainsi Va La Vie 14. Week End 15. Gardez L'Écoute (Swing Beats Mix) 16. La Voie Du Mellow (Pumba Family Mix) 17. Week-End (Take Gsp Time Mix) 18. Le Temps De Vivre (Happy Pumba Mix) Au Jour le Jour (1998) 1. Ouverture 2. Hipoptimist 3. Respire 4. Cette fille me casse... 5. C'est c'que j'fais 6. Des gens souffrent 7. That's Phunk (interlude 1) 8. Fais tourner 9. Porte disparu 10. Dédicace 11. Faut qu'ça roule 12. Un pour tous 13. Video Rodeo 14. Abus d'anges heureux 15. 1 - Terre - Lune (interlude 2) 16. Let'S Get Funk | - Gardez l'écoute - #46 in France (1994) - La Voie du Mellow - #13 in France, #17 in Belgium (Wallonia) (1995) - Pyromellow (1995) - Le Temps 2 Vivre (1996) - Respire (1998) - Let's get funk, feat. MC Lyte (1997) |